# 1 812 kilomètres du Qatar 2024
Navigation
Édition suivante
Les 1 812 kilomètres du Qatar 2024, disputées le 2 mars 2024 sur le Circuit international de Losail, sont la première édition de cette course et la deuxième manche du Championnat du monde d'endurance FIA 2024.

## La course

### Classement de la course
Voici le classement officiel au terme de la course.
- Les vainqueurs de chaque catégorie sont signalés par un fond jauni.
- Pour la colonne Pneus, il faut passer le curseur au-dessus du modèle pour connaître le manufacturier de pneumatiques.

| Pos     | Classe   | no  | Écurie                    | Pilotes                                               | Châssis                          | Pneus | Tours | Temps         |
| Pos     | Classe   | no  | Écurie                    | Pilotes                                               | Moteur                           | Pneus | Tours | Temps         |
| ------- | -------- | --- | ------------------------- | ----------------------------------------------------- | -------------------------------- | ----- | ----- | ------------- |
| 1       | Hypercar | 6   | Porsche Penske Motorsport | Kévin Estre André Lotterer Laurens Vanthoor           | Porsche 963                      | M     | 335   | 9:55:51.926‡  |
| 1       | Hypercar | 6   | Porsche Penske Motorsport | Kévin Estre André Lotterer Laurens Vanthoor           | Porsche 9RD 4.6 L Turbo V8       | M     | 335   | 9:55:51.926‡  |
| 2       | Hypercar | 12  | Hertz Team Jota           | Callum Ilott Norman Nato Will Stevens                 | Porsche 963                      | M     | 335   | +33.297       |
| 2       | Hypercar | 12  | Hertz Team Jota           | Callum Ilott Norman Nato Will Stevens                 | Porsche 9RD 4.6 L Turbo V8       | M     | 335   | +33.297       |
| 3       | Hypercar | 5   | Porsche Penske Motorsport | Matt Campbell Michael Christensen Frédéric Makowiecki | Porsche 963                      | M     | 335   | +34.396       |
| 3       | Hypercar | 5   | Porsche Penske Motorsport | Matt Campbell Michael Christensen Frédéric Makowiecki | Porsche 9RD 4.6 L Turbo V8       | M     | 335   | +34.396       |
| 4       | Hypercar | 83  | AF Corse                  | Robert Kubica Robert Shwartzman Yifei Ye              | Ferrari 499P                     | M     | 334   | +1 Lap        |
| 4       | Hypercar | 83  | AF Corse                  | Robert Kubica Robert Shwartzman Yifei Ye              | Ferrari F163 3.0 L Turbo V6      | M     | 334   | +1 Lap        |
| 5       | Hypercar | 7   | Toyota Gazoo Racing       | Mike Conway Kamui Kobayashi Nyck de Vries             | Toyota GR010 Hybrid              | M     | 334   | +1 Lap        |
| 5       | Hypercar | 7   | Toyota Gazoo Racing       | Mike Conway Kamui Kobayashi Nyck de Vries             | Toyota 3.5 L Turbo V6            | M     | 334   | +1 Lap        |
| 6       | Hypercar | 50  | Ferrari AF Corse          | Antonio Fuoco Miguel Molina Nicklas Nielsen           | Ferrari 499P                     | M     | 333   | +2 Laps       |
| 6       | Hypercar | 50  | Ferrari AF Corse          | Antonio Fuoco Miguel Molina Nicklas Nielsen           | Ferrari F163 3.0 L Turbo V6      | M     | 333   | +2 Laps       |
| 7       | Hypercar | 35  | Alpine Endurance Team     | Paul-Loup Chatin Ferdinand Habsburg Charles Milesi    | Alpine A424                      | M     | 333   | +2 Laps       |
| 7       | Hypercar | 35  | Alpine Endurance Team     | Paul-Loup Chatin Ferdinand Habsburg Charles Milesi    | Alpine 3.4 L Turbo V6            | M     | 333   | +2 Laps       |
| 8       | Hypercar | 8   | Toyota Gazoo Racing       | Sébastien Buemi Brendon Hartley Ryo Hirakawa          | Toyota GR010 Hybrid              | M     | 333   | +2 Laps       |
| 8       | Hypercar | 8   | Toyota Gazoo Racing       | Sébastien Buemi Brendon Hartley Ryo Hirakawa          | Toyota 3.5 L Turbo V6            | M     | 333   | +2 Laps       |
| 9       | Hypercar | 99  | Proton Competition        | Julien Andlauer Neel Jani Harry Tincknell             | Porsche 963                      | M     | 333   | +2 Laps       |
| 9       | Hypercar | 99  | Proton Competition        | Julien Andlauer Neel Jani Harry Tincknell             | Porsche 9RD 4.6 L Turbo V8       | M     | 333   | +2 Laps       |
| 10      | Hypercar | 20  | BMW M Team WRT            | Robin Frijns Sheldon van der Linde René Rast          | BMW M Hybrid V8                  | M     | 332   | +3 Laps       |
| 10      | Hypercar | 20  | BMW M Team WRT            | Robin Frijns Sheldon van der Linde René Rast          | BMW P66/3 4.0 L Turbo V8         | M     | 332   | +3 Laps       |
| 11      | Hypercar | 36  | Alpine Endurance Team     | Nicolas Lapierre Mick Schumacher Matthieu Vaxivière   | Alpine A424                      | M     | 332   | +3 Laps       |
| 11      | Hypercar | 36  | Alpine Endurance Team     | Nicolas Lapierre Mick Schumacher Matthieu Vaxivière   | Alpine 3.4 L Turbo V6            | M     | 332   | +3 Laps       |
| 12      | Hypercar | 51  | Ferrari AF Corse          | James Calado Antonio Giovinazzi Alessandro Pier Guidi | Ferrari 499P                     | M     | 332   | +3 Laps       |
| 12      | Hypercar | 51  | Ferrari AF Corse          | James Calado Antonio Giovinazzi Alessandro Pier Guidi | Ferrari F163 3.0 L Turbo V6      | M     | 332   | +3 Laps       |
| 13      | Hypercar | 63  | Lamborghini Iron Lynx     | Mirko Bortolotti Daniil Kvyat Edoardo Mortara         | Lamborghini SC63                 | M     | 330   | +5 Laps       |
| 13      | Hypercar | 63  | Lamborghini Iron Lynx     | Mirko Bortolotti Daniil Kvyat Edoardo Mortara         | Lamborghini 3.8 L Turbo V8       | M     | 330   | +5 Laps       |
| 14      | Hypercar | 15  | BMW M Team WRT            | Raffaele Marciello Dries Vanthoor Marco Wittmann      | BMW M Hybrid V8                  | M     | 327   | +8 Laps       |
| 14      | Hypercar | 15  | BMW M Team WRT            | Raffaele Marciello Dries Vanthoor Marco Wittmann      | BMW P66/3 4.0 L Turbo V8         | M     | 327   | +8 Laps       |
| 15      | Hypercar | 94  | Peugeot TotalEnergies     | Paul di Resta Loïc Duval Stoffel Vandoorne            | Peugeot 9X8                      | M     | 316   | +19 Laps      |
| 15      | Hypercar | 94  | Peugeot TotalEnergies     | Paul di Resta Loïc Duval Stoffel Vandoorne            | Peugeot X6H 2.6 L Turbo V6       | M     | 316   | +19 Laps      |
| 16      | LMGT3    | 92  | Manthey PureRxcing        | Klaus Bachler Alex Malykhin Joel Sturm                | Porsche 911 GT3 R (992)          | G     | 299   | +36 Laps‡     |
| 16      | LMGT3    | 92  | Manthey PureRxcing        | Klaus Bachler Alex Malykhin Joel Sturm                | Porsche M97/80 4.2 L Flat-6      | G     | 299   | +36 Laps‡     |
| 17      | LMGT3    | 27  | Heart of Racing Team      | Ian James Daniel Mancinelli Alex Riberas              | Aston Martin Vantage AMR GT3 Evo | G     | 299   | +36 Laps      |
| 17      | LMGT3    | 27  | Heart of Racing Team      | Ian James Daniel Mancinelli Alex Riberas              | Aston Martin M177 4.0 L Turbo V8 | G     | 299   | +36 Laps      |
| 18      | LMGT3    | 777 | D'station Racing          | Erwan Bastard Clément Mateu Marco Sørensen            | Aston Martin Vantage AMR GT3 Evo | G     | 298   | +37 Laps      |
| 18      | LMGT3    | 777 | D'station Racing          | Erwan Bastard Clément Mateu Marco Sørensen            | Aston Martin M177 4.0 L Turbo V8 | G     | 298   | +37 Laps      |
| 19      | LMGT3    | 46  | Team WRT                  | Ahmad Al Harthy Maxime Martin Valentino Rossi         | BMW M4 GT3                       | G     | 298   | +37 Laps      |
| 19      | LMGT3    | 46  | Team WRT                  | Ahmad Al Harthy Maxime Martin Valentino Rossi         | BMW P58 3.0 L Turbo I6           | G     | 298   | +37 Laps      |
| 20      | LMGT3    | 54  | Vista AF Corse            | Francesco Castellacci Thomas Flohr Davide Rigon       | Ferrari 296 GT3                  | G     | 297   | +38 Laps      |
| 20      | LMGT3    | 54  | Vista AF Corse            | Francesco Castellacci Thomas Flohr Davide Rigon       | Ferrari F163CE 3.0 L Turbo V6    | G     | 297   | +38 Laps      |
| 21      | LMGT3    | 31  | Team WRT                  | Augusto Farfus Sean Gelael Darren Leung               | BMW M4 GT3                       | G     | 297   | +38 Laps      |
| 21      | LMGT3    | 31  | Team WRT                  | Augusto Farfus Sean Gelael Darren Leung               | BMW P58 3.0 L Turbo I6           | G     | 297   | +38 Laps      |
| 22      | LMGT3    | 55  | Vista AF Corse            | François Heriau Simon Mann Alessio Rovera             | Ferrari 296 GT3                  | G     | 297   | +38 Laps      |
| 22      | LMGT3    | 55  | Vista AF Corse            | François Heriau Simon Mann Alessio Rovera             | Ferrari F163CE 3.0 L Turbo V6    | G     | 297   | +38 Laps      |
| 23      | LMGT3    | 85  | Iron Dames                | Sarah Bovy Michelle Gatting Doriane Pin               | Lamborghini Huracán GT3 Evo 2    | G     | 295   | +40 Laps      |
| 23      | LMGT3    | 85  | Iron Dames                | Sarah Bovy Michelle Gatting Doriane Pin               | Lamborghini DGF 5.2 L V10        | G     | 295   | +40 Laps      |
| 24      | LMGT3    | 88  | Proton Competition        | Dennis Olsen Mikkel O. Pedersen Giorgio Roda          | Ford Mustang GT3                 | G     | 294   | +41 Laps      |
| 24      | LMGT3    | 88  | Proton Competition        | Dennis Olsen Mikkel O. Pedersen Giorgio Roda          | Ford Coyote 5.4 L V8             | G     | 294   | +41 Laps      |
| 25      | LMGT3    | 82  | TF Sport                  | Sébastien Baud Daniel Juncadella Hiroshi Koizumi      | Chevrolet Corvette Z06 GT3.R     | G     | 294   | +41 Laps      |
| 25      | LMGT3    | 82  | TF Sport                  | Sébastien Baud Daniel Juncadella Hiroshi Koizumi      | Chevrolet LT6.R 5.5 L V8         | G     | 294   | +41 Laps      |
| 26      | LMGT3    | 77  | Proton Competition        | Ben Barker Ryan Hardwick Zacharie Robichon            | Ford Mustang GT3                 | G     | 293   | +42 Laps      |
| 26      | LMGT3    | 77  | Proton Competition        | Ben Barker Ryan Hardwick Zacharie Robichon            | Ford Coyote 5.4 L V8             | G     | 293   | +42 Laps      |
| 27      | LMGT3    | 60  | Iron Lynx                 | Matteo Cressoni Franck Perera Claudio Schiavoni       | Lamborghini Huracán GT3 Evo 2    | G     | 291   | +44 Laps      |
| 27      | LMGT3    | 60  | Iron Lynx                 | Matteo Cressoni Franck Perera Claudio Schiavoni       | Lamborghini DGF 5.2 L V10        | G     | 291   | +44 Laps      |
| 28      | LMGT3    | 95  | United Autosports         | Josh Caygill Nico Pino Marino Sato                    | McLaren 720S GT3 Evo             | G     | 284   | +51 Laps      |
| 28      | LMGT3    | 95  | United Autosports         | Josh Caygill Nico Pino Marino Sato                    | McLaren M840T 4.0 L Turbo V8     | G     | 284   | +51 Laps      |
| 29      | LMGT3    | 59  | United Autosports         | Nicolas Costa James Cottingham Grégoire Saucy         | McLaren 720S GT3 Evo             | G     | 284   | +51 Laps      |
| 29      | LMGT3    | 59  | United Autosports         | Nicolas Costa James Cottingham Grégoire Saucy         | McLaren M840T 4.0 L Turbo V8     | G     | 284   | +51 Laps      |
| 30      | LMGT3    | 91  | Manthey EMA               | Richard Lietz Morris Schuring Yasser Shahin           | Porsche 911 GT3 R (992)          | G     | 284   | +51 Laps      |
| 30      | LMGT3    | 91  | Manthey EMA               | Richard Lietz Morris Schuring Yasser Shahin           | Porsche M97/80 4.2 L Flat-6      | G     | 284   | +51 Laps      |
| 31      | LMGT3    | 87  | Akkodis ASP Team          | Takeshi Kimura José María López Esteban Masson        | Lexus RC F GT3                   | G     | 273   | +62 Laps      |
| 31      | LMGT3    | 87  | Akkodis ASP Team          | Takeshi Kimura José María López Esteban Masson        | Lexus 2UR-GSE 5.0 L V8           | G     | 273   | +62 Laps      |
| NC      | Hypercar | 38  | Hertz Team Jota           | Jenson Button Philip Hanson Oliver Rasmussen          | Porsche 963                      | M     | 309   | Hybrid        |
| NC      | Hypercar | 38  | Hertz Team Jota           | Jenson Button Philip Hanson Oliver Rasmussen          | Porsche 9RD 4.6 L Turbo V8       | M     | 309   | Hybrid        |
| Ret     | LMGT3    | 78  | Akkodis ASP Team          | Timur Boguslavskiy Kelvin van der Linde Arnold Robin  | Lexus RC F GT3                   | G     | 249   | Engine        |
| Ret     | LMGT3    | 78  | Akkodis ASP Team          | Timur Boguslavskiy Kelvin van der Linde Arnold Robin  | Lexus 2UR-GSE 5.0 L V8           | G     | 249   | Engine        |
| Ret     | LMGT3    | 81  | TF Sport                  | Rui Andrade Charlie Eastwood Tom van Rompuy           | Chevrolet Corvette Z06 GT3.R     | G     | 177   | Gearshift     |
| Ret     | LMGT3    | 81  | TF Sport                  | Rui Andrade Charlie Eastwood Tom van Rompuy           | Chevrolet LT6.R 5.5 L V8         | G     | 177   | Gearshift     |
| Ret     | Hypercar | 11  | Isotta Fraschini          | Carl Bennett Antonio Serravalle Jean-Karl Vernay      | Isotta Fraschini Tipo 6-C        | M     | 157   | Suspension    |
| Ret     | Hypercar | 11  | Isotta Fraschini          | Carl Bennett Antonio Serravalle Jean-Karl Vernay      | Isotta Fraschini 3.0 L Turbo V6  | M     | 157   | Suspension    |
| DSQ     | Hypercar | 2   | Cadillac Racing           | Earl Bamber Sébastien Bourdais Alex Lynn              | Cadillac V-Series.R              | M     | 334   | Rear diffuser |
| DSQ     | Hypercar | 2   | Cadillac Racing           | Earl Bamber Sébastien Bourdais Alex Lynn              | Cadillac LMC55R 5.5 L V8         | M     | 334   | Rear diffuser |
| DSQ     | Hypercar | 93  | Peugeot TotalEnergies     | Mikkel Jensen Nico Müller Jean-Éric Vergne            | Peugeot 9X8                      | M     | 334   | ERS           |
| DSQ     | Hypercar | 93  | Peugeot TotalEnergies     | Mikkel Jensen Nico Müller Jean-Éric Vergne            | Peugeot X6H 2.6 L Turbo V6       | M     | 334   | ERS           |
| Source: |          |     |                           |                                                       |                                  |       |       |               |

## Pole position et record du tour
- Pole position :  Matt Campbell (#5 Porsche Penske Motorsport) en 1 min 39 s 347
- Meilleur tour en course :

## À noter
- Longueur du circuit : 5,380 km
- Distance parcourue par les vainqueurs : 1 812,2 km